# Старий Валовай
Старий Валова́й (рос. Старый Валовай) — село у складі Пачелмського району Пензенської області, Росія.
Населення — 70 осіб (2010; 161 у 2002).
Національний склад станом на 2002 рік:
- росіяни — 99 %